# Faust aux enfers
Faust aux enfers je francouzský němý film z roku 1903. Režisérem je Georges Méliès (1861–1938), který se přímo inspiroval hudebním dílem Hectora Berlioze (1803–1869) La Damnation de Faust. Film trvá zhruba 6 minut. Mezi další Mélièsova filmová zpracování Fausta patří Faust et Marguerite (1897), La Damnation de Faust (1898) a Damnation du docteur Faust (1904).